# Temnozor
I Temnozor (Темнозорь in alfabeto cirillico) sono un gruppo musicale pagan metal della città di Obninsk, in Russia. Il loro nome è una parola arcaica significante "profondo crepuscolo prima dell'alba". La band, a detta dei componenti, è stata formata per orgoglio di essere Slava. Nata come band Raw Black metal con influenze folk, si è negli ultimi anni avvicinata ad un sound prettamente Folk metal.

## Censura
Nel 2010 la band doveva suonare a Roermond, nei Paesi Bassi, ma a causa dei suoi forti richiami al Nazionalismo aveva suscitato delle polemiche. Il sindaco locale chiamò per tanto l'Agenzia Olandese di Spionaggio per controllarli. Il concerto è stato cancellato perché la band è stata considerata di estrema destra.

## Discografia

### Album in studio
- 2003 - Horizons...
- 2005 - Вольницей в Просинь Ночей (Folkstorm of the Azure Nights)
- 2010 - Урочища Снов (Haunted Dreamscapes)

### Demo
- 1998 - Fragments...

### Raccolte
- 2001 - Sorcery of Fragments

### Split
- 2007 - Eastern Hammer

### Live
- 2010 - Сумерки на Похоронах Зимы